# Sindrome di Saldino-Mainzer
La sindrome di Saldino-Mainzer (conosciuta anche come sindrome cono renale oppure come MZSDS) è una malattia caratterizzata dall'associazione tra una malattia renale, una malattia oculare (la distrofia pigmentosa retinica), problemi scheletrici (displasia scheletrica, bassa statura variabile da lieve a moderata) e atassia cerebellare.

## Storia
La sindrome fu originariamente caratterizzata nel 1970 dal radiologo statunitense Mainzer e dal radiologo pediatra statunitense Saldino in un articolo pubblicato sull'American Journal of Medicine. Nel 1976 in letteratura furono segnalati altri 2 casi con alterazioni simili. Nel 1979 Giedion chiamò la sindrome "sindrome conorenale" dopo uno studio effettuato su un campione di otto bambini: questi soggetti avevano insufficienza renale cronica e le epifisi delle dita erano a forma di cono e sporgevano nella metafisi; alcuni di loro soffrivano anche di retinite pigmentosa (una progressiva degenerazione della retina che colpisce la visione notturna e periferica) o di atassia (una incapacità neurologica di coordinamento dei movimenti muscolari). Nel 1995, un gruppo guidato da Mendley studiò due fratelli e determinò che una particolare istopatologia renale ed alcune caratteristiche cliniche potevano essere considerate caratteristiche della sindrome. Beals and Weleber nel 2007 pubblicarono il follow-up eseguito su uno dei pazienti originariamente descritti da Giedion e osservarono che la maggior parte dei pazienti affetti dalla sindrome ha anche piccole epifisi capitali del femore (la parte superiore del femore che viene a "colpire" l'anca) e/o anormalità lievi della metafisi femorali prossimali.

## Epidemiologia
La sindrome di Mainzer-Saldino è una malattia molto rara. La sua prevalenza è sconosciuta. Fino ad oggi sono stati segnalati circa 20 casi.

## Eziologia
La sindrome cono renale è una malattia autosomica recessiva: ciò significa che per manifestarsi entrambe le copie del gene debbono presentare una mutazione.
Non è ancora completamente caratterizzata, ma sembra essere una forma di ciliopatia atipica (una ciliopatia è un gruppo di disturbi che colpiscono le ciglia di alcune particolari cellule del corpo umano).
Il disturbo è solitamente causata da mutazioni nel gene IFT140, il quale codifica per la produzione di una proteina coinvolta nella formazione e nel mantenimento delle ciglia, le quali sporgendo dalla superficie delle cellule partecipano alle vie di segnalazione che trasmettono informazioni all'interno e tra le cellule stesse. Le ciglia rivestono un ruolo importante nella struttura anatomica e nella funzione di molti tipi di cellule: tra queste in particolare le cellule renali, epatiche, del sistema nervoso così come nello sviluppo delle ossa. Il legame tra ciliopatia e la nefronoftisi (una rara malattia genetica) e altre malattie renali simili è relativamente nuovo.
Il movimento di sostanze all'interno di ciglia e flagelli viene definito trasporto intraflagellare (IFT). Nell'esecuzione di questo trasporto intraflagellare, le cellule fanno ricorso a delle particolari molecole (chiamate particelle IFT) per trasportare materiali dalle e verso le punte delle ciglia. Le particelle IFT sono costituite dall'associazione tra un complesso A e un complesso B (comprendenti rispettivamente almeno 6 e almeno 15 proteine): le mutazioni nel gene IFT140 che causano la sindrome di Mainzer-Saldino possono comportare una modifica della forma della proteina IFT140 o alterare le sue interazioni con altre proteine IFT, compromettendo l'assemblaggio di IFT-A e quindi morfologia e funzione delle ciglia.
Attualmente gli studiosi ritengono che le mutazioni del gene IFT140 causino la maggior parte dei casi di sindrome di Mainzer-Saldino; tuttavia non si esclude che anche altre mutazioni in geni attualmente non identificati possano causare questo disturbo.

## Segni e Sintomi
Le persone affette dalla sindrome hanno una malattia renale cronica che inizia nei primissimi anni di vita e peggiora gradualmente con il trascorrere del tempo, con una velocità di progressione variabile da soggetto a soggetto. La condizione porta pressoché invariabilmente a sviluppare un'insufficienza renale terminale.
Tipicamente i pazienti sviluppano anche una forma di degenerazione della retina (una distrofia a carico dei coni e dei bastoncelli, chiamata retinite pigmentosa) che può palesarsi ad età variabile:  alcuni individui sono ciechi o presentano gravi problemi visivi fin dall'infanzia, mentre in altri la degenerazione della retina, pur iniziando precocemente, permette il mantenimento di una certa capacità visiva anche nell'età adulta.
A differenza di ciò che accade nella retinite pigmentosa, nella sindrome di Mainzer-Saldino spesso non è evidenziabile alcun tipico deposito anomalo di pigmento nella retina. Per questo motivo alcuni studiosi descrivono la degenerazione retinica propria della sindrome con il nome di "retinite pigmentosa atipica senza pigmento".
I soggetti con la sindrome presentano anche alcune anomalie scheletriche. Quella probabilmente più caratteristica consiste nella presenza di falangi accorciate con epifisi a forma di cono: questa anomalia è facilmente evidenziabile eseguendo una radiografia della mano, dopo il primo anno di vita. Possono essere presenti anche altre anomalie scheletriche, quali alterazione delle epifisi o metafisi del femore, tendenza a una bassa statura e fusione prematura di alcune ossa del cranio (craniosinostosi); è stata segnalata anche la tendenza ad avere una piccola gabbia toracica. Le craniosinostosi comportano alterazioni della forma della testa e del volto, mentre la piccola gabbia toracica talvolta si accompagna a disturbi (generalmente lievi) di tipo respiratorio, in particolare difficoltà respiratoria durante l'infanzia. Un numero minore di individui affetti dal disturbo sembra poter sviluppare disturbi a carico di altri organi, in particolare una forma di fibrosi epatica giovanile e una lieve disabilità intellettiva.

## Diagnosi
La maggior parte delle diagnosi della malattia si verifica quando i bambini presentano insufficienza renale - di solito tra i 10 e i 14 anni. Per l'approfondimento del sospetto clinico la diagnosi richiede l'esecuzione di una elettroretinografia, un particolare esame con cui si misurare la risposta elettrica agli stimoli luminosi delle cellule dell'occhio sensibili alla luce, localizzate a livello della retina, cioè dei coni e dei bastoncelli.
La diagnosi più completa è data dai test genetici (analisi di sequenza dell'intera regione di codifica di IFT140).

## Prognosi
Negli anni passati la malattia era gravata da un tasso di mortalità relativamente elevato, soprattutto a causa dell'insufficienza renale non trattata aggressivamente e quindi con facile evoluzione verso una malattia renale allo stadio terminale. I notevoli miglioramenti registrati nel settore del trapianto di rene hanno drasticamente ridotto la mortalità della sindrome cono renale.